# Étude de jumeaux
Les études de jumeaux ou gémellologie (terme inventé par le médecin Luigi Gedda (it) en 1952) font partie des modèles d'étude du comportement qui aident à mettre en évidence les rôles respectifs de l'environnement et de la génétique chez les jumeaux.

## Comprendre les origines génétiques et environnementales
Si nous observons que les enfants d'une même famille ont plus de similarités que l'on pourrait attendre de deux enfants choisis au hasard, les similarités peuvent être attribuées aux influences de l'environnement commun aux membres de la famille — classe sociale, attitude des parents, éducation, etc. — mais aussi aux gènes qu'ils partagent, qui sont hérités des parents.
Les études de jumeaux comparent les similitudes entre jumeaux monozygotes ou identiques, qui partagent près de 100 % de leur génotype, avec celles qu'il y a entre jumeaux dizygotes ou fraternels, qui peuvent ne partager en moyenne que 50 % de leur génotype. En étudiant plusieurs centaines de familles de jumeaux, les chercheurs peuvent ensuite mieux comprendre les rôles respectifs de la génétique et de l'environnement.
L'influence de l'environnement est supposée identique au sein des paires de jumeaux monozygotes et au sein des paires de jumeaux dizygotes. Si un trait est plus souvent partagés par des paires de jumeaux monozygotes que par des paires de jumeaux dizygotes, il est vraisemblable qu'il soit majoritairement déterminé par les gènes. Dans le cas contraire, l'environnement expliquerait davantage la présence ou l'absence de ce trait que la génétique. L'influence de la génétique, évaluée par l'héritabilité, peut ensuite être quantifiée grâce à des modèles statistiques.
D'autres études de jumeaux, menées par l'Université du Minnesota, se basent sur les différences et similarités observées chez des jumeaux monozygotes séparés à la naissance. Elles permettent de quantifier l'effet de l'environnement sur les caractéristiques étudiées. Si des jumeaux identiques mais élevés dans des contextes différents ne possèdent pas les mêmes caractéristiques, cela indique que ces traits sont majoritairement déterminés par l'environnement.

## Domaines de recherche
Les études modernes de jumeaux ont montré que pratiquement tous les traits biologiques sont en partie influencés par la génétique, avec certaines caractéristiques montrant une forte influence (par exemple la taille), d'autres une influence de niveau intermédiaire (par exemple, le quotient intellectuel) et certaines héritabilités plus complexes, impliquant différents gènes — par exemple l'autisme.
Les jumeaux naissent avec un microbiote similaire puis au fur et à mesure de leur vie, leurs populations bactériennes divergent. Ceci signifie notamment que deux jumeaux ne présenteront pas le même risque de développer des caries, bien qu'ils aient les mêmes gènes.

## Centres de recherche spécialisés
Trouver des paires de jumeaux homozygotes séparés à la naissance est un phénomène très rare. Des centres de recherche se sont spécialisés pour mettre en place des cohortes de jumeaux.
Aux États-Unis, l'université de Minnesota regroupe les données les plus récentes et les plus citées de jumeaux ou triplés homozygotes élevés séparément. La cohorte porte le nom de Étude des jumeaux du Minnesota (en) (Minnesota Study of Twins Reared Apart). Ces jumeaux ou triplés ont été invités pendant une semaine à passer de nombreux examens psychologiques par Thomas J. Bouchard et son équipe du MICTAR (Minnesota Center for Twins and Adoption Research). Ces recherches ont mené à de nombreuses publications et ont couvert plusieurs domaines scientifiques.

## Part de la génétique dans l'intelligence
L'étude de vrais jumeaux est particulièrement riche d'enseignements pour tenter de déterminer la part de la génétique par rapport au rôle de l'environnement. Des études menées sur 7 500 paires de jumeaux ont montré que les capacités de lecture et de calcul étaient génétiques à 68 %. Une autre étude menée en Grande-Bretagne sur 11 000 paires de jumeaux met en évidence le fait que la réussite scolaire est fortement dépendante du patrimoine génétique, et que l'environnement n'explique qu'environ un tiers des différences.